# A Little Bit Zombie
A Little Bit Zombie – kanadyjski film fabularny z 2012 roku w reżyserii Caseya Walkera, hybryda horroru i komedii. W filmie w rolach głównych wystąpili Kristopher Turner, Crystal Lowe, Kristen Hager i Shawn Roberts. Fabuła skupia się na losach Steve'a, młodego mężczyzny przeistoczonego w zombie, usiłującego przejąć kontrolę nad morderczym pociągiem do ludzkiego mięsa. Światowa premiera obrazu odbyła się w lutym 2012 podczas Victoria Film Festival w Kolumbii Brytyjskiej. Komercyjna premiera projektu nastąpiła w marcu 2013 roku. Odbiór filmu przez krytyków był pozytywny.

## Obsada
- Kristopher Turner − Steve
- Crystal Lowe − Tina
- Shawn Roberts − Craig
- Kristen Hager − Sarah
- Stephen McHattie − Max
- Emilie Ullerup − Penelope „Penny” Pendleton
- George Buza − Kapitan Cletus
- Robert Maillet − Terry „Terror” Thompkins

## Nagrody i wyróżnienia
- nagroda Gold Remi w kategorii najlepsza czarna komedia, WorldFest Houston (2012, wygrana)[5]
- nagroda Golden Palm for najlepszy film niezależny, Mexico International Film Festival (2012, wygrana)[5]
- Nagroda Festiwalowa w kategorii najlepszy film fabularny, Louisville Fright Night Film Fest (2012, wygrana)[5]
- Nagroda Festiwalowa w kategorii najlepszy film dotyczący zombie, Louisville Fright Night Film Fest (2012, wygrana)[5]
- Nagroda Festiwalowa w kategorii najlepszy film komediowy, Louisville Fright Night Film Fest (2012, wygrana)[5]
- nagroda Golden Ace w kategorii najlepszy film fabularny, Las Vegas International Film Festival (2012, wygrana)[5]
- nagroda Gold Kahuna for najlepszy film fabularny, Honolulu International Festival (2012, wygrana)[5]
- nagroda dla najlepszego filmu fabularnego, Canadian Filmmakers' Festival (2012, wygrana)[5]
- nagroda Canadian Comedy w kategorii najlepszy scenariusz filmowy, Canadian Comedy Awards (2012, wygrana)[5]
- nagroda Rising Star dla ekipy twórców (reżysera, aktorów, scenarzystów, operatora, montażysty), Canada International Film Festival (2012, wygrana)[5]